# Nigma conducens
Nigma conducens là một loài nhện trong họ Dictynidae.
Loài này thuộc chi Nigma. Nigma conducens được Octavius Pickard-Cambridge miêu tả năm 1876.